# Gorzegno
Gorzegno (piemontiul: Gorzegn) település Olaszországban, Piemont régióban, Cuneo megyében. Lakosainak száma 262 fő (2023. január 1.). Gorzegno Levice, Mombarcaro, Niella Belbo, Prunetto és Feisoglio községekkel határos.

## Népesség
A település lakossága az elmúlt években az alábbi módon változott:
| Lakosok száma | 293  | 278  | 262  |
|               | 2017 | 2018 | 2023 |